# Галечян, Санасар Арамаисович
Синаса́р Арамаи́сович Галечя́н (1887 или 1888, Шулавер — 1954, Ереван) — староста Шулавера, член ЦК Коммунистической партии Армении.

## Биография
Учился в Тифлисской городской школе. 1910—1917 гг. работал председателем городского кооператива в Шулавере. В 1917 году по вопросу о большевикизации советов была созвана тайная конференция, на которой председателем Шулаверского политсовета был избран Санасар Галечян. В 1918 году был образован губернский комитет, председателем которого стал Санасар. В том же году был создан вооруженный отряд самообороны. На случай нападения в селе были установлены средства связи. Санасар Галечян и многие руководители комитета были арестованы. В 1921 году руководители Шулаверского комитета, в том числе и Синасар, вернулись из тюрем по особому приказу XI армии. После советизации Грузии был назначен председателем (комиссаром) военного комитета Шулавера. Санасар сотрудничал с писателем Ованесом Туманяном, который также имел связь с Шулавером. По решению ЦК Грузии, был направлен в Армению, Лори, для партийной работы. В 1934 году он переехал в Ереван и работал начальником лесничества. В 1935 году был избран членом ЦК Коммунистической партии Армении. Участвовал в Отечественной войне. Награждён рядом медалей.
Санасар Галечян умер в 1954 году в Ереване.